# 用九柑仔店
《用九柑仔店》（英語：Yong-Jiu Grocery Store），2019年台灣電視劇週五十點檔系列的第十四部作品，改編自漫畫家阮光民的同名漫畫，由張軒睿、莫允雯、林義雄、雷洪、龍劭華領銜主演，8月16日於華視主頻、三立都會台每週五晚間十點首播，接檔《一千個晚安》。由 myVideo 於2020年6月10日上架播出，並於2021年11月12日起於台灣Disney+上線。
2022年由亮棠文創劇場改編成舞台劇，由李運慶、謝翔雅、朱德剛、亮哲、這群人木星等領銜主演，於7月8日起在台北國家戲劇院演出。

## 製作
本劇改編自漫畫家阮光民的同名漫畫作品，原作曾獲金漫獎最佳青年漫畫獎和年度漫畫大獎雙料獲獎，是該作者繼《東華春理髮廳》後第二部被改編的作品。原作以作者童年在雲林阿公開的柑仔店生活回憶為原型，描述一名年輕人返鄉接掌柑仔店的故事，而在電視劇版本中，加入了長輩年輕時的故事。
本劇由華人創作與福斯傳媒集團首度共同製作，高炳權任總導演，曾英庭導演共同執導，陳潔瑩擔任編劇，張軒睿、莫允雯領銜，林義雄、雷洪、龍劭華、黃西田、王滿嬌、侯彥西、陳禕倫、張文綺、程雅晨、丁國琳、吳朋奉聯合主演，並獲得中華民國文化部106年度電視節目製作補助案第二梯次連續劇類補助新臺幣1,800萬元。於2019年1月2日開拍，4月1日殺青，8月16日於華視主頻、三立都會台每週五晚間十點首播，隔日於衛視中文台播出。全劇共10集，目前為三立都會台週五十點華劇集數最少之作品。

### 製播歷程
- 2019年1月2日開拍。
- 2019年4月1日殺青。
- 2019年7月10日，釋出首發前導預告片[6]。
- 2019年7月19日，釋出前導Teaser俊龍篇[7]。
- 2019年7月21日，釋出前導Teaser昭君篇[8]。
- 2019年7月23日，舉辦電視劇記者會[9]。
- 2019年7月23日，釋出超強卡司版片花[10]。
- 2019年7月29日，釋出為什麼叫用九篇[11]。
- 2019年7月30日，釋出開一間柑仔店篇[12]。
- 2019年7月31日，釋出人情味篇[13]。
- 2019年8月1日，莫允雯、丁國琳出席卡司記者會[14]。
- 2019年8月6日，徐國倫、阮光民、張文綺出席用九之夜特映會[15]。
- 2019年8月7日，徐國倫、阮光民、莫允雯出席媒體試映會[16]。
- 2019年8月9日，釋出守護篇預告[17]。
- 2019年8月10日，高炳權、阮光民、陳禕倫、侯彥西出席用九之夜試映會[18]。
- 2019年8月11日，釋出卡司篇預告[19]。
- 2019年8月15日，舉辦首映會，釋出16分鐘長版片花。
- 2019年8月16日，華視、三立都會台首播。

## 故事大綱
楊俊龍（張軒睿飾），一位優秀的建設公司外務，剛滿三十歲就買了新房，工作也順遂，即將成為建設公司最年經的經理級外務。但是光明前途的背後，卻是過勞、應酬帶來的積年疲憊與迷茫；看著前輩們為了工作犧牲自己的健康、家庭、友情，他不禁懷疑，這真的是他想要的生活嗎？此時，一通突如其來的電話，打亂了他的人生軌跡；遠在故鄉，獨自經營柑仔店的阿公楊進德（林義雄飾）突然倒下，而且情況並不樂觀。俊龍放下工作，匆匆趕回故鄉，見到的是躺在病床上、已經昏迷插管，人事不知的阿公。在醫生說明過病情之後，俊龍決定將柑仔店收掉，如果阿公能清醒，就將他接去台北同住；阿公的至交水昆伯（黃西田飾）、廟公（龍劭華飾）、勇伯（雷洪飾）雖然不捨老友一生的心血、陪伴鄉親多年的柑仔店就這樣結束，但是也能理解俊龍的難處。俊龍僅僅待了一晚，就被公司急召回台北處理一起棘手都更案。過程中，面對屋主老趙（班鐵翔飾）的聲聲質問，過去積壓在心中的迷茫逐漸浮現，原來，台北的生活雖然繽紛，但是他最懷念的，依然是在鄉下成長的那段時光。俊龍毅然決定，辭去剛準備升職，前途看好的外務工作，返鄉接掌柑仔店。

## 播出時間
| 頻道/影音                 | 所在地             | 播出日期      | 播出時間                   |
| ------------------------- | ------------------ | ------------- | -------------------------- |
| 三立都會台                | 臺灣               | 2019年8月16日 | 每週五 22:00－23:30        |
| 華視主頻                  | 臺灣               | 2019年8月16日 | 每週五 22:00－23:30        |
| viki                      | 歐洲 · 美洲 · 印度 | 2019年8月16日 | 每週五 24:00 上架          |
| Astro欢喜台 Astro欢喜台HD | 马来西亚           | 2020年8月17日 | 星期一至五 21:30 - 23:00   |
| DATV                      | 日本               | 2020年7月11日 | 星期六至日 20:00 - (UTC+9) |

## 演員名單
| 演員   | 角色   |
| 張軒睿 | 楊俊龍 |
| 陳鼎中 | 楊俊龍 |
| 陳少卉 | 楊俊龍 |
| 莫允雯 | 陳昭君 |
| 翁妮妮 | 陳昭君 |
| 林義雄 | 楊進德 |
| 王柏傑 | 楊進德 |
| 雷洪   | 廖文睿 |
| 林哲熹 | 廖文睿 |
| 龍劭華 | 廟公   |
| 林沫呈 | 廟公   |
| 黃西田 | 水昆   |
| 蔡昌憲 | 水昆   |
| 王滿嬌 | 淑枝   |
| 楊閔   | 淑枝   |
| 侯彥西 | 蔡兩金 |
| 謝恩慈 | 蔡兩金 |
| 陳禕倫 | 簡忠勝 |
| 胡千禾 | 簡忠勝 |
| 蘇品   | 簡忠勝 |
| 程雅晨 | 簡鳳玉 |
| 張文綺 | 鄭淑芬 |
| 盧以恩 | 鄭淑芬 |
| 丁國琳 | 賴玉雲 |
| 孫可芳 | 賴玉雲 |
| 吳朋奉 | 吉誠   |
| 唐志玲 | 銀月   |
| 王淨   | 銀月   |
| 蔡明修 | 楊父   |
| 彭義   | 豆油伯 |
| 蔡侑霖 | 豆油伯 |
| Craig  | 姜神父 |
| 方馬丁 | 姜神父 |
| 吳碧蓮 | 阿滿   |
| 班鐵翔 | 老趙   |
| 張克帆 | 曾經理 |
| 睦媄   | 阿秀   |
| 許傑輝 | 廖阿俊 |
| 李雅煌 | 水蓮   |
| 陳彥壯 | 吉誠爸 |
| 薛提縈 | 阿娟   |
| 許韶芬 | 阿美   |
| 賀少俠 | 羅根   |
| 曾翊宸 | 簡小慶 |
| 朱梓豪 | 楊清順 |
| 李晉瑋 | 小武   |
| 陳家逵 | 小馬哥 |
| 姚以緹 | 阿慧   |
| 龍三   | 管家   |
| 邱德洋 | 組長   |
| 蔡承邑 | 債主   |
| 林莉莎 | 寶珠   |
| 邱澤   | 姜恩沛 |
| 袁敬軒 | 姜恩沛 |

## 電視劇歌曲
| 曲別   | 歌名                    | 演唱者      | 作詞                                  | 作曲                                  |
| 片頭曲 | 聽說有間店              | 曹楊        | 方文山                                | 曹楊、李汪哲                          |
| 片尾曲 | 失物招領                | 戴愛玲      | 葛大為                                | Richard Harris/Kandace Ferrel         |
| 插曲   | 為你幸福過的我          | 戴愛玲      | 杜花兒、嚴云農、戴愛玲                | 戴愛玲                                |
| 插曲   | 披星戴月的想你          | 告五人      | 潘燕山、潘雲安                        | 潘燕山、潘雲安                        |
| 插曲   | Sunshine on my shoulder | John Denver | dink Kniss, Mike Taylkor, John Denver | dink Kniss, Mike Taylkor, John Denver |
| 插曲   | 我相信你了              | 袁詠琳      | 張藍云                                | 袁詠琳、Carl                          |
| 插曲   | 陪著你                  | 魏如萱      | 魏如萱                                | 魏如萱                                |
| 插曲   | 你啊你啊                | 魏如萱      | 魏如萱                                | 魏如萱                                |

## 收視率
| 臺灣 三立都會台（無線）／三立都會台（有線） ／華視主頻（無線） 重播收视率 （AC尼爾森） |                |                    |                    |                    |                    |                  |                  |
| 集數                                                                                   | 播出日期       | 三立都會台（無線） | 三立都會台（無線） | 三立都會台（有線） | 三立都會台（有線） | 華視主頻（無線） | 華視主頻（無線） |
| 集數                                                                                   | 播出日期       | 收視率             | 排名               | 收視率             | 排名               | 收視率           | 排名             |
| 1                                                                                      | 2019年8月16日  | 0.60               | 4                  | 0.78               | 2                  |                  |                  |
| 2                                                                                      | 2019年8月23日  | 0.81               | 4                  | 1.05               | 2                  |                  |                  |
| 3                                                                                      | 2019年8月30日  | 0.68               | 3                  |                    |                    |                  |                  |
| 4                                                                                      | 2019年9月6日   | 0.66               | 3                  |                    |                    |                  |                  |
| 5                                                                                      | 2019年9月13日  | 0.59               | 3                  |                    |                    | 0.42             | 4                |
| 6                                                                                      | 2019年9月20日  | 0.66               | 3                  |                    |                    | 0.25             | 4                |
| 7                                                                                      | 2019年9月27日  | 0.65               | 3                  |                    |                    |                  |                  |
| 8                                                                                      | 2019年10月4日  | 0.78               | 3                  |                    |                    | 0.35             |                  |
| 9                                                                                      | 2019年10月11日 | 0.66               |                    |                    |                    |                  |                  |
| 10                                                                                     | 2019年10月18日 | 0.67               |                    |                    |                    |                  |                  |

}

## 分集標題
| 集數 | 三立首播日期   | 標題           |
| 1    | 2019年8月16日  | 回家           |
| 2    | 2019年8月23日  | 外地人         |
| 3    | 2019年8月30日  | 兩人三腳       |
| 4    | 2019年9月6日   | 守護暖心的存在 |
| 5    | 2019年9月13日  | 聚散無常       |
| 6    | 2019年9月20日  | 愛情的模樣     |
| 7    | 2019年9月27日  | 他從回憶而來   |
| 8    | 2019年10月4日  | 母與女         |
| 9    | 2019年10月11日 | 留下來的人     |
| 10   | 2019年10月18日 | 遺憾的有效期限 |

## 拍攝場景

### 台北市
- 大安區 通安街
- 大安區 通化街 天主教玫瑰堂
- 萬華區 漢口街二段83巷 大村武居酒屋
- 信義區 信義路五段150巷
- 中山區 國立台北大學台北校區

### 嘉義市
- 西區 先期交通轉運中心

### 嘉義縣
- 六腳鄉 潭墘慶和商店、苦楝樹綠色隧道、蒜頭糖廠
- 東石鄉
- 民雄鄉 菁埔社區圓環
- 大林鎮 大林大埔美泰寧宮廣場
- 朴子市 朴子內厝里龍樹亭、清木屋、過埤子
- 新港鄉 中庄小池

### 雲林縣
- 大埤鄉 大埤國中

### 台南市
- 後壁區 菁寮里
- 將軍區 西甲里 方圓美術館

## 獎項紀錄
| 頒獎典禮              | 獎項             | 入圍者                 | 結果 |
| 第55屆金鐘獎          | 戲劇節目獎       | 戲劇節目獎             | 提名 |
| 第55屆金鐘獎          | 戲劇節目女主角獎 | 莫允雯                 | 提名 |
| 第55屆金鐘獎          | 戲劇節目男配角獎 | 侯彥西                 | 提名 |
| 第55屆金鐘獎          | 戲劇節目導演獎   | 高炳權、曾英庭         | 獲獎 |
| 第55屆金鐘獎          | 戲劇節目編劇獎   | 陳潔瑩、黃宣穎、蕭譯瑋 | 提名 |
| 第55屆金鐘獎          | 戲劇類節目攝影獎 | 李清迪、劉至桓、詹嘉文 | 提名 |
| 第55屆金鐘獎          | 美術設計獎       | 廖晏舟、黃嬿莼         | 提名 |
| 第3屆亞洲影藝創意大獎 | 最佳音效獎       | 陳建騏、羅恩妮、吉米林 | 獲獎 |